# Jonathan McDowell
Jonathan Christopher McDowell, né en 1960, est astrophysicien au Harvard-Smithsonian Center for Astrophysics. Il est membre du personnel du Chandra X-ray Center. McDowell est l'auteur et le rédacteur en chef du Jonathan's Space Report, un bulletin électronique distribué par e-mail documentant les lancements de satellites.  

## Éducation et carrière
McDowell détient un baccalauréat (BA) en mathématiques (1981) du Churchill College et un doctorat en astrophysique (1986) de l'Institut d'astronomie, tous deux à l'Université de Cambridge, en Angleterre. Après le lycée, McDowell a travaillé pendant six mois à l'Observatoire royal de Greenwich et a occupé un emploi d'été à l'Observatoire royal d'Édimbourg avant de commencer ses études de doctorat. Son premier poste postdoctoral fut à Jodrell Bank, suivi d'un autre au Harvard-Smithsonian Center for Astrophysics à Cambridge, dans le Massachusetts (États-Unis). McDowell a ensuite déménagé à Huntsville, en Alabama, où il a passé un an au Centre de vol spatial Marshall de la NASA. En 1992, McDowell est retourné à Cambridge, dans le Massachusetts, et y travaille actuellement en tant que membre du personnel au Chandra X-ray Center.

## Intérêts de recherche
Les principaux intérêts de recherche de McDowell comprennent[réf. nécessaire] :
- le fond diffus cosmologique
- l'émission de rayons X par la galaxie en cours de fusion Arp 220 ;
- la nature de la large région de la raie d'émission dans les quasars ;
- la distribution spectrale d'énergie en bande large dans les quasars ;
- étudier les galaxies proches avec l'observatoire de rayons X Chandra.

Dans le domaine des logiciels, McDowell a aidé à concevoir le progiciel d'analyse de données CIAO et l'infrastructure logicielle pour les pipelines de traitement des données de Chandra. Plus récemment, McDowell a dirigé la création d'une exposition d'images astronomiques au Smithsonian. Il est codirecteur d'un programme de recherche d'été de premier cycle dont les anciens élèves comprennent Alicia M. Soderberg et la scientifique de Planet Hunters Megan Schwamb.

## Jonathan's Space Report
Pendant son temps libre, McDowell mène des recherches sur l'histoire des vols spatiaux et, depuis 1989, a écrit et édité le Jonathan's Space Report, un bulletin d'information gratuit sur Internet documentant les détails techniques des lancements de satellites. Ces informations, obtenues à partir de sources d'origine dont des documents déclassifiés du département de la Défense des États-Unis et des publications en langue russe, peuvent également être consultées sur le site web de McDowell. 
En 1994, McDowell a publié une histoire de l'avion spatial North American X-15, dans laquelle il a suggéré que l'altitude de 80 kilomètres devrait être adoptée comme frontière de l'espace. L'altitude de 80 kilomètres, située dans la mésosphère, est presque égale à celle des 50 milles utilisée par les États-Unis pour conférer le statut d'astronaute aux pilotes, comme dans le programme X-15 lui-même. Elle diffère également de l'altitude de la ligne de Kármán, à 100 kilomètres, acceptée internationalement et utilisée par la Fédération aéronautique internationale dans le même but. En 2018, McDowell a publié un article relu par les pairs dans Acta Astronautica présentant des arguments physiques détaillés pour la valeur de 80 kilomètres.

## Médias
De 1993 à 2010, McDowell a écrit une chronique mensuelle pour Sky and Telescope. En outre, McDowell a été interviewé dans de nombreuses émissions de télévision et de radio sur les lancements de fusées ou d'autres phénomènes célestes qui ont suscité l'intérêt du grand public. 

## Honneurs
L'astéroïde de la ceinture principale (4589) McDowell a été nommé en son honneur en 1993.
En 2020, il reçoit le prix Alexandre Ananoff de la Société astronomique de France pour le Jonathan's Space Report, un bulletin d'information gratuit sur Internet documentant les détails techniques des lancements de satellites. Ces informations, obtenues à partir de sources d'origine dont des documents déclassifiés du département de la Défense des États-Unis et des publications en langue russe, peuvent également être consultées sur le site web de McDowell.